# Orgnac-l'Aven
 Orgnac-l'Aven  es una población y comuna francesa, ubicada en la región de Ródano-Alpes, departamento de Ardèche, en el distrito de Largentière y cantón de Vallon-Pont-d'Arc.
La sima y cavidad subterránea del Aven d'Orgnac, que da nombre a la comuna, está próxima al pueblo. Desde el año 2004, es uno de los Grand site de France.

## Demografía
| 281 | 281 | 297 | 323 | 327 | 341 |
| Para los censos de 1962 a 1999 la población legal corresponde a la población sin duplicidades (Fuente: INSEE [Consultar]) |     |     |     |     |     |